# Узнадзе, Ираклий
Ираклий Узнадзе (груз. ირაკლი უზნაძე, род.18 мая 1972) — грузинский и турецкий дзюдоист, чемпион Европы.

## Биография
Родился в 1982 году. После распада СССР эмигрировал в Турцию, в 1993—1995 годах выступал под турецким именем Ирфан Токер (тур. İrfan Toker), в 1995 году под этим именем стал бронзовым призёром чемпионата Европы.
В 1996 году принял участие в Олимпийских играх в Атланте и занял 7-е место. В 1998 году вновь стал бронзовым призёром чемпионата Европы, в 2001 году повторил этот результат. В 2002 году стал без боя чемпионом Европы, так как доставшийся ему в противники в финале Алексей Будылин не смог провести схватку из-за травмы.
В 2006 году завершил спортивную карьеру. В 2013—2016 годах был главным тренером сборной Грузии. В 2017 году стал главным тренером сборной Турции.